# Anton Dirckx

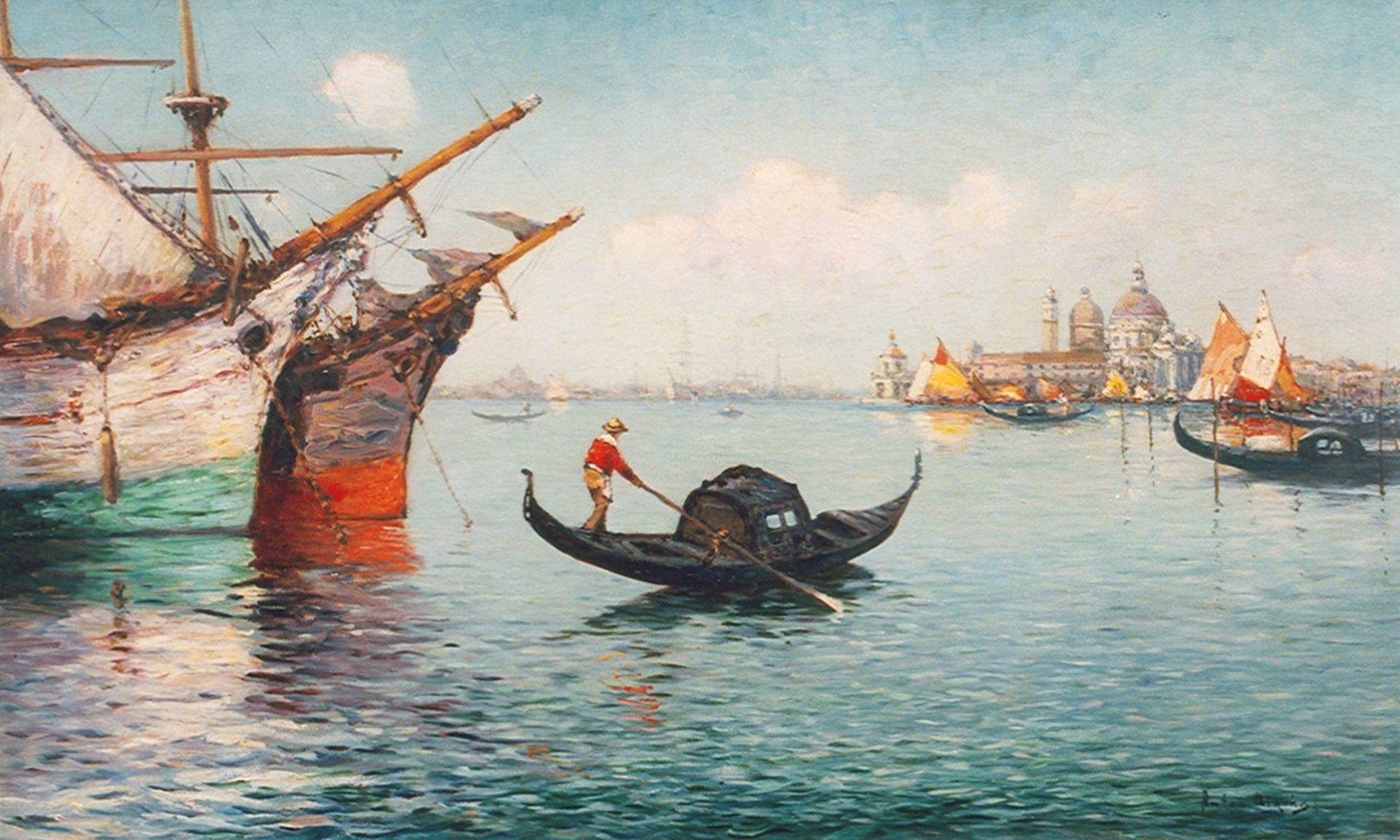
Canal Grande in Venedig

Antonius Bernardus Dirckx (* 6. Oktober 1878 in Rotterdam; † 10. Januar 1927 in Den Haag) war ein niederländischer Marinemaler, Aquarellist und Radierer.
Dirckx war Student der Academie voor Beeldende Kunsten Rotterdam.
Er unternahm eine Studienreise nach Italien.
Er lebte und arbeitete in Rotterdam, Den Haag von 1911 bis 1924, Voorburg bis 1926, Den Haag bis 1927.
Er schuf hauptsächlich Marinelandschaften, aber auch Naturlandschaften und Stadtansichten.
Er hat viel mit Adriaan la Rivière zusammengearbeitet. War Mitglied von „Arti et Amicitiae“ in Amsterdam.